# Stanje (računarstvo)
U računarstvu i teoriji automata, stanje je jedinstvena konfiguracija programa ili stroja. Predstavlja koncept koji se ponekad u širem smislu koristi u nekim oblicima sistemskog programiranja poput leksera i parsera.
Ovisno o tome je li automat u pitanju konačni automat, potisni automat ili čak Turingov stroj, stanje je poseban skup instrukcija koje će se izvršiti u ovisnosti o ulazu stroja. Stanje se može zamisliti kao analogon glavne memorije modernog digitalnog računala. Ponašanje sustava je funkcija (a) definicije automata (b) ulaza i (c) trenutačnog stanja.
- Podudarna stanja su stanja konačnog automata koje se ne sukobljavaju ni za koje ulazne vrijednosti. Stoga za svaki ulaz oba stanja moraju dati isti izlaz, oba stanja moraju imati isto sljedbeničko stanje (ili neodređenog sljedbenika) ili se oba ne smiju promijeniti. Podudarna stanja su zalihosna ako se pojavljuju u istom konačnom automatu.
- Istovjetna stanja su stanja u konačnom automatu koja za svaki mogući ulazni slijed daju isti izlazni slijed - bez obzira na to koje je stanje bilo početno.
- Razlikovna stanja su stanja konačnog automata za koja postoji barem jedan ulazni slijed koji uzrokuje različite izlazne slijedove - bez obzira na to koje je stanje bilo početno.

U obradi informacija, stanje je potpun skup svojstava koje objekt transmitira promatraču preko jednog ili više komunikacijskih kanala. Svaku promjena u prirodi ili količini takvih svojstava u stanju detektira promatrač i stoga se odvija prijenos informacije.
Za informacijski sustav ili protokol koji se pouzdaje u stanje se kaže da je postojan (engl. stateful). Za onaj koji se ne pouzdaje se kaže da je nepostojani (engl. stateless). Na primjer, postoje nepostojani vatrozidovi i nepostojani poslužitelji, a HTTP se smatra nepostojanim protokolom. Za enkodiranje karaktera poput ISO 2022 kaže se da je postojano ako interpretacija neke vrijednosti koda ovisi o vrijednosti koja je došla prije nje.

## Vidjeti također
- Dijagram stanja
- konačni automat (KA)